# Fuori di cresta
Fuori di cresta (SLC Punk!) è una commedia drammatica americana del 1998 scritta e diretta da James Merendino. Il film parla del giovane fan del punk rock Steven "Stevo" Levy, un laureato che vive a Salt Lake City. Il personaggio è ritratto come lo stereotipo di un punk vandalista a metà degli anni '80. Molti eventi e personaggi del film sono presumibilmente basati sulla vita reale, sebbene possano essere stati esagerati.
Il personaggio di Stevo è basato sulla vita dello scrittore/regista James Merendino, anche se il personaggio prende il nome da Stephen Egerton, originariamente conosciuto come Stephen "Stevo" O'Reilly, che ha suonato nella band punk di Salt Lake City, i Massacre Guys, ed alla fine è entrato a far parte delle band di Los Angeles, i Descendents e gli ALL. Fuori di cresta è stato scelto come film d'apertura al Sundance Film Festival del 1999.
Merendino ha creato il film basandosi sulla sua esperienza maturata a Salt Lake City. Sebbene il film non sia autobiografico, Merendino ha affermato che molti personaggi erano basati su persone che conosceva.

## Trama
Il film descrive la vita quotidiana di due punk a Salt Lake City, nello Utah, nell'autunno del 1985: Stevo e il suo migliore amico, "Heroin" Bob; Stevo racconta il film. Il soprannome "Heroin" è ironico, poiché Bob ha paura degli aghi e crede davvero che qualsiasi droga (con la notevole eccezione di alcol e sigarette) sia intrinsecamente pericolosa.
Stevo e Bob vanno di festa in festa mentre vivono in un appartamento fatiscente. Passano la maggior parte del loro tempo a combattere con membri di altre sottoculture, in particolare i redneck. Stevo ha una relazione aperta con una ragazza di nome Sandy, mentre Heroin Bob è innamorato di Trish, la responsabile di un head shop, ma è riluttante a chiederle di diventare la sua fidanzata.
I due sono modellati dalle loro esperienze con i loro genitori. I genitori di Stevo, ora divorziati, sono ex hippy orgogliosi dei loro sforzi giovanili; tuttavia, Stevo è disgustato da ciò che percepisce come il loro "svendersi" diventando ricchi repubblicani sostenitori di Reagan, scelta che cercano inutilmente di giustificare. I voti di Stevo sono eccellenti, e quando suo padre - un avvocato con una Porsche e un debole per le donne più giovani - invia una domanda alla Harvard Law School e Stevo viene accettato, il figlio lo rifiuta a causa delle sue convinzioni. Al contrario, il padre di Bob è un alcolista che scambia suo figlio e il suo amico per agenti della CIA e li caccia via con un fucile quando lo vanno a trovare il giorno del suo compleanno.
Stevo inizia a vedere gli inconvenienti di vivere la vita punk. Sean, uno degli amici punk di Stevo e Bob, è uno spacciatore di droga che una volta tentò di pugnalare sua madre mentre era sotto l'effetto di un intero foglio di acido da 100 dosi, prima di essere portato via dalla polizia; successivamente Stevo lo trova in giro per le strade a mendicare con alcuni ovvi problemi mentali.
Mentre Stevo riflette e capisce che il suo rapporto con Sandy non è esclusivo, diventa furioso quando scopre che fa sesso con un altro uomo, e lo picchia selvaggiamente, in seguito detestando se stesso perché la sua azione contraddice la sua stessa fede nell'anarchismo. La sua cerchia sociale inizia ad allontanarsi, il suo amico Mike lascia Salt Lake City per frequentare l'Università di Notre Dame. Stevo si innamora di una giovane ragazza ricca di nome Brandy (Summer Phoenix), che sottolinea che il suo abbigliamento e il suo atteggiamento anarchico sono più una scelta di moda che una vera e propria filosofia politica. Invece di offendersi, Stevo prende la critica come una cosa positiva che lo fa riflettere e la bacia appassionatamente.
Alla stessa festa, Heroin Bob si lamenta di un mal di testa (indotto da She Loved Like Diamond degli Spandau Ballet che suona dallo stereo) e gli viene dato del Percodan (una combinazione di aspirina e ossicodone), che consuma dopo essergli stato detto che le pillole sono semplicemente "vitamine" che aiuteranno i suoi mal di testa. L'overdose accidentale di droga lo uccide nel sonno.
Quando Stevo scopre che il suo migliore amico è morto, ne resta distrutto. Al funerale, appare con la testa rasata e con abiti diversi, e decide di dare un taglio allo stile di vita punk. Decide di andare ad Harvard e, nella narrazione, lascia intendere di voler sposare Brandy. Egli osserva nella sua narrazione conclusiva che il giovane se stesso probabilmente avrebbe calciato il culo del futuro se stesso, descrivendosi ironicamente come "un altro impostore".

### Le "Tribù"
Il film presenta diversi gruppi presentati come "tribù". Il film si concentra principalmente sulla tribù punk, ma include anche molti altri:
- Punk: Stevo, Bob, Sean, Megan e Mike appartengono a questa tribù, anche se Mike non si veste da punk. I Punk sono rivali dei Mod, dei neo-nazisti e dei Redneck.
- Mod: i Mod indossano abiti e cravatte e guidano gli scooter. Sono generalmente i rivali dei Punk, ma il personaggio John the Mod è un diplomatico che si muove liberamente tra le tribù. All'inizio del film, i Mod stanno cercando di comprare acido da Sean.
- Redneck: i Redneck sono gente rurale dello Utah che indossa berretti da camionista e camicie di flanella, e vanno in giro su grossi camion. I Punk li odiano per le loro opinioni conservatrici.
- Neo-nazisti: i neonazisti sono ragazzi bianchi che indossano tute pseudo-militari e bracciali nazisti. I Punk e i Mod sono mostrati come predatori nei confronti dei nazisti.
- Heavy metal: hanno i capelli lunghi e indossano vestiti di flanella. Non si sa molto su di loro, tranne che Stevo spiega che sono predatori verso i New Wavers.
- New Wavers: sono persone che si vestono come New Romantics e si dice che siano le meno minacciose delle tribù. Sono descritti come "i nuovi hippy". Ogni tribù è predatrice dei New Wavers.